# Lijst van Cycloctenidae
De lijst van Cycloctenidae bevat alle wetenschappelijk beschreven soorten spinnen uit de familie van de Cycloctenidae.

## Cycloctenus
Cycloctenus L. Koch, 1878
- Cycloctenus abyssinus Urquhart, 1890
- Cycloctenus agilis Forster, 1979
- Cycloctenus centralis Forster, 1979
- Cycloctenus cryptophilus Hickman, 1981
- Cycloctenus duplex Forster, 1979
- Cycloctenus fiordensis Forster, 1979
- Cycloctenus flaviceps L. Koch, 1878
- Cycloctenus flavus Hickman, 1981
- Cycloctenus fugax Goyen, 1890
- Cycloctenus infrequens Hickman, 1981
- Cycloctenus lepidus Urquhart, 1890
- Cycloctenus montivagus Hickman, 1981
- Cycloctenus nelsonensis Forster, 1979
- Cycloctenus paturau Forster, 1979
- Cycloctenus pulcher Urquhart, 1891
- Cycloctenus robustus (L. Koch, 1878)
- Cycloctenus westlandicus Forster, 1964

## Galliena
Galliena Simon, 1898
- Galliena montigena Simon, 1898

## Plectophanes
Plectophanes Bryant, 1935
- Plectophanes altus Forster, 1964
- Plectophanes archeyi Forster, 1964
- Plectophanes frontalis Bryant, 1935
- Plectophanes hollowayae Forster, 1964
- Plectophanes pilgrimi Forster, 1964

## Toxopsiella
Toxopsiella Forster, 1964
- Toxopsiella alpina Forster, 1964
- Toxopsiella australis Forster, 1964
- Toxopsiella centralis Forster, 1964
- Toxopsiella dugdalei Forster, 1964
- Toxopsiella horningi Forster, 1979
- Toxopsiella lawrencei Forster, 1964
- Toxopsiella medialis Forster, 1964
- Toxopsiella minuta Forster, 1964
- Toxopsiella nelsonensis Forster, 1979
- Toxopsiella orientalis Forster, 1964
- Toxopsiella parrotti Forster, 1964
- Toxopsiella perplexa Forster, 1964

## Uzakia
Uzakia Koçak & Kemal, 2008
- Uzakia unica (Forster, 1970)